# Tobrilia longicaudata
Tobrilia longicaudata is een rondwormensoort uit de familie van de Rhabdolaimidae. De wetenschappelijke naam van de soort is voor het eerst geldig gepubliceerd in 1968 door Andrássy.